# Constitución rumana de 1938
La Constitución rumana de 1938 fue la ley fundamental que estableció el régimen autocrático y monárquico del rey Carlos II de Rumania. 
Fue redactada por un profesor universitario, Istrate Micescu, que se basó en las sugerencias del monarca. Se anunció el 20 de febrero de 1938 Cuatro días más tarde los votantes fueron obligados a votar de viva voz (con un simple "sí" o "no") sobre su respaldo a la nueva ley ante una mesa electoral. de los 4.303.064 votantes 4.297.581 votaron favorablemente y el resto (el 0.13% de los electores) se opusieron. La constitución fue promulgada el 27 de febrero y publicada en el Monitorul Oficial al día siguiente. A través de sus 8 títulos y 100 artículos el documento consagraba la supremacía del soberano, acabando con la separación de poderes y con una serie de derechos y libertades. El rey ejercería el poder legislativo mediante un sistema bicameral corporativista y el ejecutivo a través de un gabinete que sólo debía rendirle cuentas a él, sin responsabilidad ante el parlamento. La Asamblea de Diputados se elegiría cada 6 años y estaría formada por miembros de las siguientes categorías profesionales: trabajadores manuales y agricultores, empleados de la industria y el comercio; y profesiones liberales. Los diputados se elegirían en distritos con un único representante, por voto secreto y obligatorio. Los distritos se definían para obtener una representación adecuada según la profesión del votante. El Senado se componía de miembros elegidos por el monarca, miembros por derecho propio y miembros elegidos en distritos de un solo representante (de igual manera que para la Asamblea). La cantidad de candidatos elegidos y escogidos era igual, mientras que las condiciones para ser senador por derecho eran las mismas que se recogían en la Constitución de 1923. Los senadores elegidos y los designados servían en periodos de 9 años, renovándose un tercio de su número cada 3 años.
El rey Carol suspendió la constitución el 5 de septiembre de 1940, a la vez que disolvía el parlamento. Por un decreto firmado el mismo día y titulado “Para el otorgamiento de plenos poderes al presidente del consejo de ministros y la restricción de la prerrogativa real", el rey transfirió la dirección del estado autoritario que había creado al general Ion Antonescu, que no convocó al parlamento y rigió el país por decreto hasta que fue depuesto el 23 de septiembre de 1944 por el rey Miguel. Tras esta fecha se estableció un régimen constitucional temporal hasta la convocatoria de una Asamblea Constituyente que había de redactar una nueva constitución. Mientras, se consideraba vigente lo establecido en las constituciones de 1866 y 1923.
El 15 de julio de 1946 el gobierno de Petru Groza publicó un decreto con carácter constitucional. En él se establecía un parlamento unicameral (la Asamblea de Diputados) y se concedía el derecho a voto a todos los ciudadanos mayores de 21 años, incluyendo a las mujeres. El 30 de diciembre de 1947, tras la abdicación del rey Miguel, el Parlamento aprobó la ley constitucional que proclamaba la República Popular de Rumanía, derogando la Constitución de 1866, modificada el 29 de marzo de 1923 y el 1 de septiembre de 1944. Hasta la adopción de la Constitución rumana de 1948 el poder legislativo quedó en manos de la Asamblea de Diputados elegida en 1946, mientras que el ejecutivo lo desempeñaba una junta de cinco miembros elegida por la Asamblea y que estuvo formada por: Constantin Ion Parhon, Mihail Sadoveanu, Ştefan Voitec, Ion Niculi y Gheorghe Stere.